# Akaltara
Akaltara é uma vila e uma nagar panchayat no distrito de Janjgir-Champa, no estado indiano de Chhattisgarh.

## Geografia
Akaltara está localizada a 22° 01′ N, 82° 26′ L. Tem uma altitude média de 283 metros (928 pés).

## Demografia
Segundo o censo de 2001, Akaltara tinha uma população de 20 373 habitantes. Os indivíduos do sexo masculino constituem 52% da população e os do sexo feminino 48%. Akaltara tem uma taxa de literacia de 69%, superior à média nacional de 59,5%; com 59% para o sexo masculino e 41% para o sexo feminino. 14% da população está abaixo dos 6 anos de idade.